# Салманово
Салманово (болг. Салманово) — село в Болгарии. Находится в Шуменской области, входит в общину Шумен. Население составляет 851 человек.

## Политическая ситуация
В местном кметстве Салманово, в состав которого входит Салманово, должность кмета (старосты) исполняет Йордан Георгиев Киров (Граждане за европейское развитие Болгарии (ГЕРБ)) по результатам выборов правления кметства.
Кмет (мэр) общины Шумен — Красимир Благоев Костов (Болгарская социалистическая партия (БСП)) по результатам выборов в правление общины.